# جان دوبيه
جان دوبيه (بالفرنسية: Jean Dubé)‏ هو عازف بيانو فرنسي وكندي، ولد في 3 ديسمبر 1981 في إدمونتون في كندا.

## وصلات خارجية
- الموقع الرسمي
- جان دوبيه على موقع ميوزك برينز (الإنجليزية)
- جان دوبيه على موقع ديسكوغز (الإنجليزية)